# Accademia di San Luca

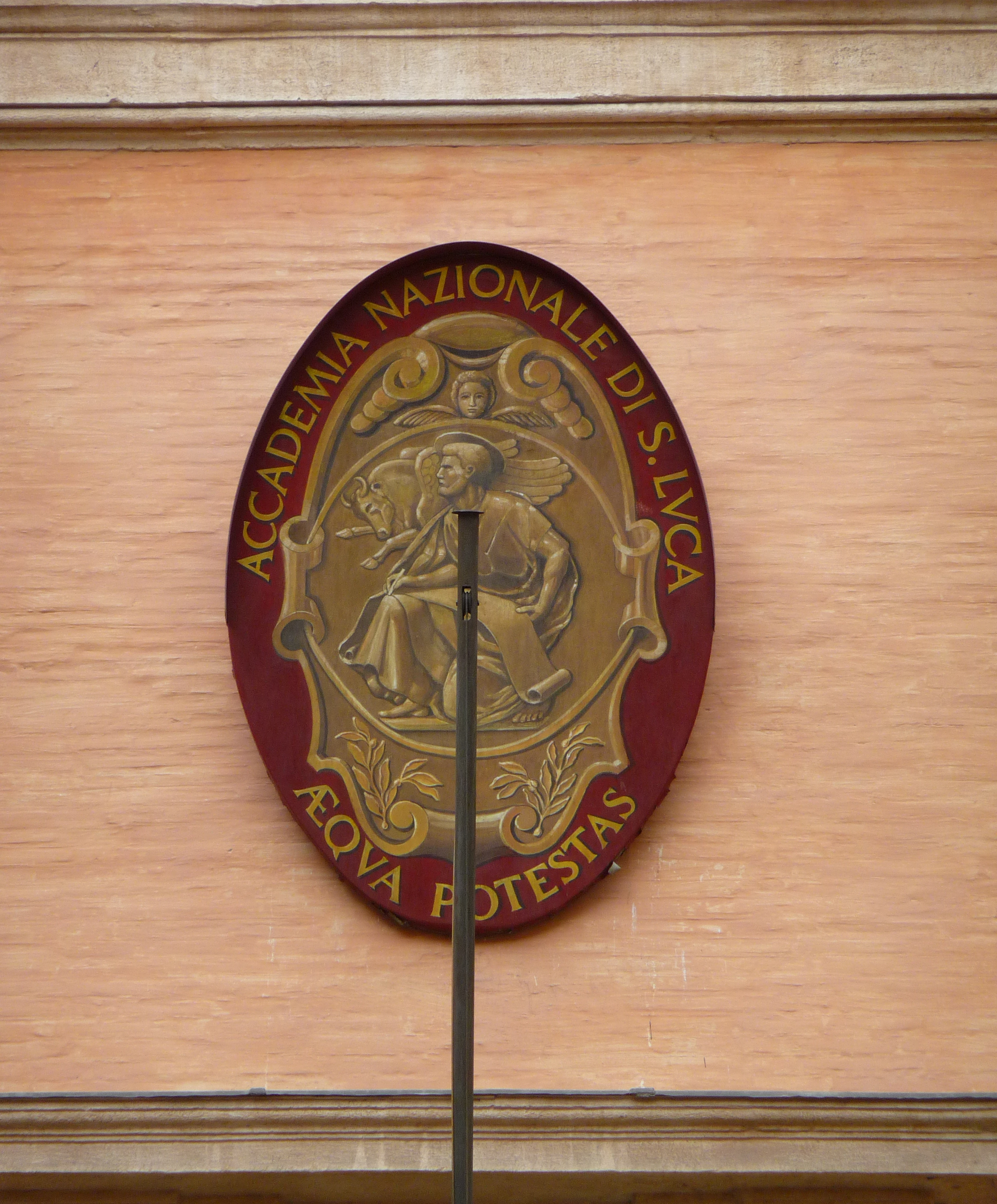
Emblem

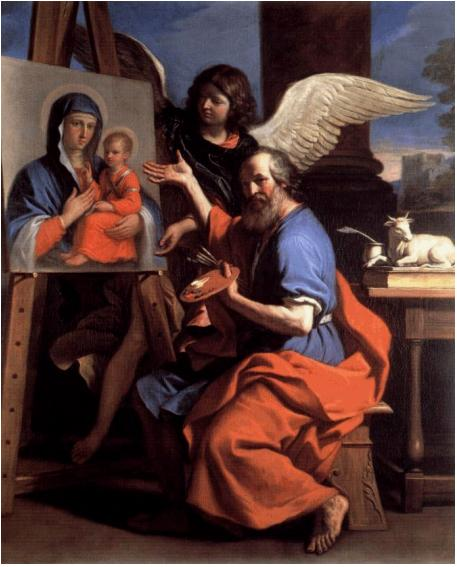
Evangelisten Lukas visar en målning av jungfrun av Guercino.

Accademia di San Luca är Roms äldsta konstnärssammanslutning, grundad 1577, uppkallad efter evangelisten Lukas, som enligt legenden målade ett porträtt av Jungfru Maria och därför blev målarnas skyddshelgon. 

## Historik
Akademin hade en föregångare i Universitas picturæ ac miniaturæ, ett gille av målare och miniatyrister som fick sina privilegier förnyade 17 december 1478 av påve Sixtus IV. Universitas picturæ ac miniaturæ höll sina möten i en kyrka, nära Santa Maria Maggiores absid, som senare helgades till Sankt Lukas. 
Tack vare Girolamo Muziano fick Accademia di San Luca officiellt påvligt erkännande av Gregorius XIII 15 oktober 1577. Sixtus V beslutade 31 maj 1588 att flytta akademin till kyrkan Santa Martina vid Forum Romanum, som då bytte namn till Santi Luca e Martina.
1593 blev akademin mer av en konstnärlig utbildning tack vare Federico Zuccari och kardinal Federico Borromeo. Med sitt fokus på undervisning och utsällning blev Accademia di San Luca en prototyp för senare konstakademier. Dessa idéer hade först införts vid Accademia delle Arti del Disegno i Florens på 1560-talet och hade Giorgio Vasari som upphovsman, men utbildningen där förföll senare, så det är Accademia di San Luca som räknas som stilbildande för andra konstakademier.

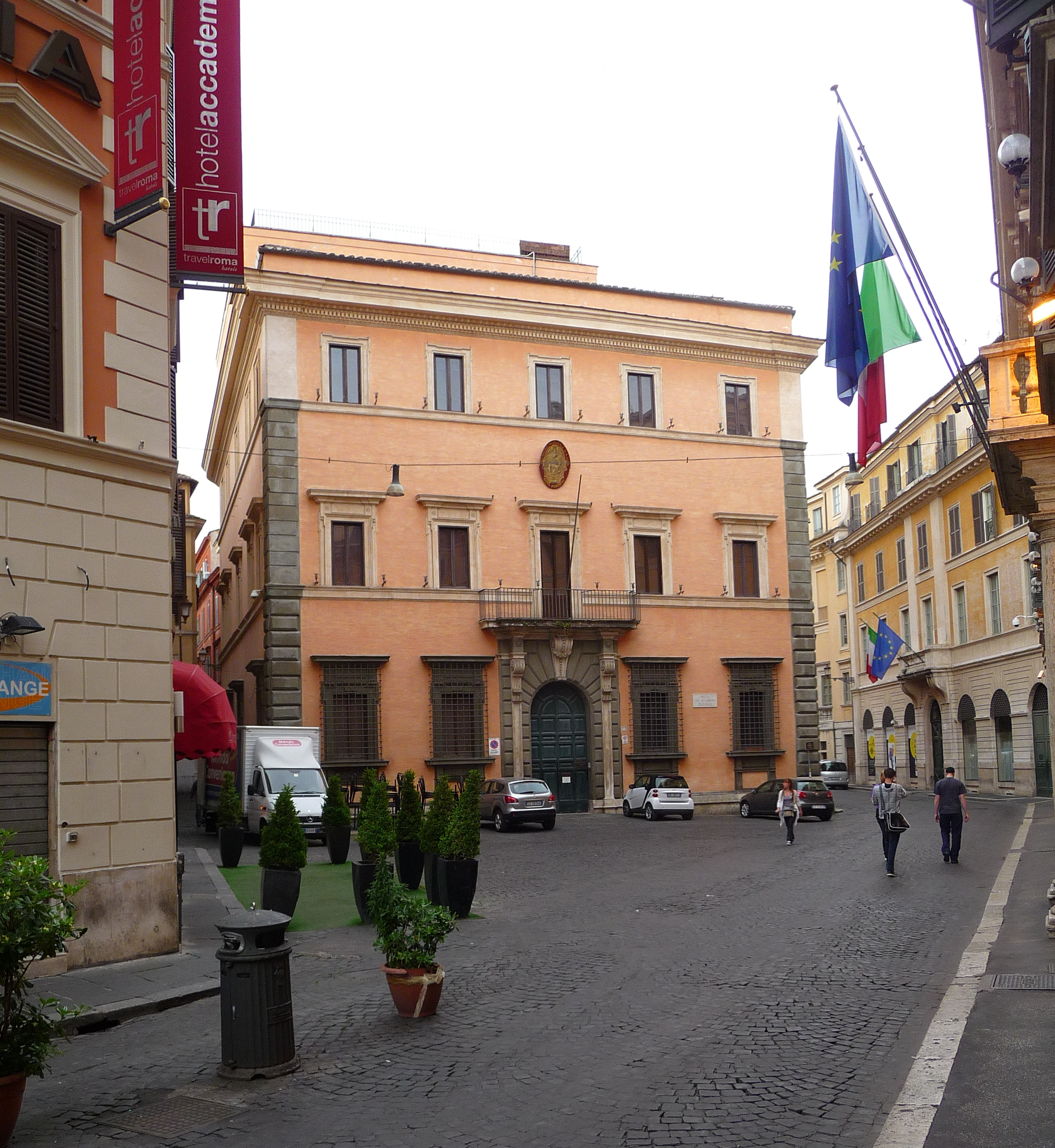
Palazzo Carpegna (bild från 2010), akademins lokaler sedan 1934.

Akademin bytte på 1800-talet namn till Accademia Insigne e Pontificia di San Luca, 1872 till Accademia Reale di San Luca och 1948 till Accademia Nazionale di San Luca. 1934 flyttade akademin till Palazzo Carpegna vid Fontana di Trevi.